# 曽立昌
曽 立昌（そう りつしょう、Zeng Lichang、? - 1854年）は、太平天国の指導者の一人。
広西省潯州府桂平県出身。1853年、北伐に出発した林鳳祥に代わって揚州の守備にあたった。清の欽差大臣琦善らの包囲軍をたびたび退け、頼漢英の援軍を得て安全に撤退した。この功で夏官又正丞相に任じられた。1854年、北伐軍が静海で行き詰ると、陳仕保・許宗揚とともに救援を命じられた。援軍は黄河を渡河し、山東省に入って臨清を占領した。そこからさらに北上しようとしたが、北上の途上で参加した新兵たちが反対し、南の李官荘に退いた。そこで清の欽差大臣勝保の攻撃を受け、清水鎮に退いた。清水鎮では清軍に勝利したため、再び北上しようとしたが、やはり新兵たちの反対にあった。その後冠県でも大敗し、さらに南に逃れて江蘇省豊県付近で黄河を渡河しようとしたが失敗し、戦死した。